# Шмартно (Брда)
Шмартно (словен. Šmartno) — поселення в общині Брда, Регіон Горишка, Словенія. Висота над рівнем моря: 259,1 м.